# Minstrel Man
Minstrel Man ist ein US-amerikanisches Filmdrama aus dem Jahr 1944 unter der Regie von Joseph H. Lewis und Edgar G. Ulmer. Die Hauptrollen in diesem Drama mit Musik sind mit Benny Fields und Gladys George besetzt.

## Handlung
Der Minstrelkünstler Dixie Boy Johnson hat sich von den Brettern des Vaudeville hochgekämpft und tritt nun am Broadway auf. Gerade in der Nacht, in der er erstmals mit seiner eigenen Show „Minstrel Man“ auftreten soll, kommt seine geliebte Frau Caroline mit Wehen ins Krankenhaus, wo das erste Kind des Paares zur Welt kommen soll. Lew Dunn, sein Produzent, besteht darauf, dass Dixie seine Show durchzieht und nicht ins Krankenhaus eilt, um seiner Frau beizustehen. Kaum hat Dixie seine Show beendet erfährt er, dass Caroline kurz nach der Geburt des Babys gestorben ist. Dixie ist starr vor Schmerz und erschüttert über den erlittenen Verlust, will er auch nicht mehr weiter auftreten. Seine kleine Tochter, die er nach der Mutter Caroline nennt, vertraut er seinen Freunden May und Lasse White an und begibt sich auf eine Fahrt durch Europa.
Erst fünf Jahre später kehrt Johnson nach New York zurück und wird von seinem Publikum herzlich aufgenommen. Als er die Verantwortung für seine Tochter übernehmen will, wiegelt May ab und erzählt ihm, dass die Kleine glaube, Lasse und sie seien ihre Eltern. Da Dixie ein schlechtes Gewissen hat, gibt er sich mit Mays Verweigerung zufrieden und verlässt die Stadt wieder, um ein Engagement in Havanna anzunehmen. Als er während einer Show gebeten wird, „Remember Me to Carolina“ zu singen, das Lied, das er für seine Frau geschrieben hat, bricht er in Tränen aus und flüchtet hinter die Bühne. Er entscheidet sich, nach New York zurückzukehren. Das Schiff, auf dem er die Überfahrt gebucht hat, sinkt jedoch, und Dixie wird als unter den Opfern aufgeführt.
Als May davon erfährt, entschließt sie sich, Caroline endlich die Wahrheit über ihre Herkunft zu gestehen. Dixie, der aus der Zeitung entnommen hat, dass er als tot gilt, fasst den Entschluss, unter dem Namen Jack Carter weiterzuleben.
Jahre sind vergangen und Caroline feiert ihren 15. Geburtstag. Zu ihrer Party lädt sie auch den Produzenten Lew Dunn ein, den sie davon überzeugen will, eine „Minstrel-Show“ am Broadway zu produzieren. Das junge, talentierte Mädchen kann Dunn tatsächlich beeindrucken und dazu bringen, mit ihr als „Dixie Girl Johnson“ die „Minstrel Man Show“ wiederzubeleben. Dixie selbst tritt mittlerweile in einem schäbigen Nachtclub in San Francisco auf, wo er das Publikum mit Klavierspiel und Gesang unterhält. Von seinem ehemaligen Agenten Bill Evans, der ihn nach langer Suche im Club aufstöbert, erfährt Dixie, dass seine „Minstrel Man Show“ wieder aufgeführt werden soll. Bill will, dass Dixie zurück nach New York kommt, da er immer noch die Rechte an dieser Show besitzt. Tatsächlich kommt Dixie mit ihm zurück, hat aber Zweifel, wie er sich verhalten soll. Am Abend der Eröffnung steht er hinter der Bühne als seine Tochter diese betritt. May bemerkt ihn und bittet um Vergebung für ihr Verhalten. Als Caroline das Lied singt, das ihren Vater berühmt gemacht hat, ist es für Dixie klar, dass er seinem Kind keine Steine in den Weg legen wird. Natürlich bleibt er und begibt sich auf Mays und Lews Wunsch hin am Ende der Vorstellung auf die Bühne, um mit Caroline das Finale zu bestreiten.

## Produktion und Hintergrund
Gedreht wurde vom 31. Januar bis 14. Februar 1944 sowie vom 16. März bis Ende April 1944. Der Film hatte in der 15. Woche im Juli 1944 in New York Premiere. Am 1. August 1944 kam er dann allgemein in die Kinos. Die Originalgeschichte stammt von Martin Mooney und Raymond L. Schrock.
In der Fachzeitschrift der Filmindustrie The Hollywood Reporter war zu lesen, dass die Produktion des Films für über einen Monat unterbrochen werden musste, weil Regisseur Wallace Fox und die Darstellerin Gerra Young, die ursprünglich die Caroline spielen sollte, krank wurden. Als Young sich wieder soweit erholt hatte, verweigerte das Gesundheitsamt ihre Mitwirkung in den Tanzszenen, da diese zu anstrengend seien und zu einem Rückfall führen könnten. Das Studio ersetzte sie daraufhin durch Judy Clark. Die Verzögerungen zogen Folgekosten nach sich und die Versicherung weigerte sich daraufhin, Personen unter 18 Jahren weiter zu versichern. Nachdem die Produktion wieder aufgenommen werden konnte, übernahm Joseph H. Lewis die Regie, da Fox immer noch an einer Grippe litt. Binnie Barnes, die eigentlich die Rolle der May White spielen sollte, kam durch die Verzögerungen mit bestehenden Verpflichtungen in Konflikt und musste ersetzt werden. Regisseur Edgar G. Ulmer, der mit den Dreharbeiten zum Film begonnen hatte, aber nach wenigen Tagen mit Lewis aneinandergeriet, wurde dann beauftragt, sich um die Sequenzen, die auf der Bühne spielten, zu kümmern.

## Nominierungen/Auszeichnungen
Der Film erhielt 1945 zwei Oscarnominierungen
- Harry Revel und Paul Francis Webster für den „Besten Song“ Remember Me to Carolina. Der Oscar ging jedoch an Jimmy Van Heusen und Johnny Burke und ihr Lied Swinging on a Star aus dem Film  Der Weg zum Glück (Going My Way).
- Leo Erdody und Ferde Grofé für die „Beste Filmmusik (Musikfilm)“. Mit dem Oscar ausgezeichnet wurden Carmen Dragon und Morris Stoloff und der Film Es tanzt die Göttin (Cover Girl).